# Eugèni Seguret
Eugèni Seguret (oficialment Eugène Séguret; Perpinyà, 1896 - Fau, Valadin, 1956) fou un pintor i poeta occità de la Catalunya del Nord. Casat amb l'escriptora Calelhon, la cantant de Roergue Emma Calvé, amiga de la família, li havia tret el sobrenom de "felibre d'ulls blaus".

## Biografia
Nascut a Perpinyà però educat a Rodès, Eugèni Seguret era fill i net de carters rurals de Roergue, per la banda del pare, i d'origen català per part de mare. Conegué l'escriptor Enric Molin durant la Primera Guerra Mundial i es feren amics inseparables. Molin li presentà Juliana Fraisse, que més tard es faria dir Calelhon i que aleshores feia de mestra a Complibat. El 1921 fundaren tots tres el Grelh Roergàs. Seguret escrigué diverses obres amb el pseudònim de Colin Muset i fou guardonat unes quantes vegades als Jocs Florals. Empleat de banca de professió, contragué matrimoni el 1922 i tingué quatre fills.